# Giuseppe Curcio
Giuseppe Maria Curcio o Curci (Napoli, 17 luglio 1752 – Roma, 9 agosto 1832) è stato un compositore italiano.
Ricevette la propria formazione musicale al Conservatorio della Pietà dei Turchini. Nel 1779 debuttò come operista al Teatro del Fondo di Napoli con la commedia I matrimoni per inganno. Successivamente per diversi anni compose parecchie opere, sia serie che buffe, principalmente per i teatri napoletani, per Roma e per Firenze. Nel 1797 diventò in quest'ultima città membrò dell'Accademia degli Armonici e l'11 gennaio 1800 fu nominato maestro di cappella del Duomo di Fermo, succedendo così a Giuseppe Giordani. Terminò il suo incarico nel 1823, anno in cui si stabilì a Roma, dove morirà nove anni dopo.

## Lavori

### Opere
- I matrimoni per inganno (commedia per musica, libretto di Giuseppe Palomba, 1779, Napoli)
- Il millantatore (farsa, libretto di Giuseppe Palomba, 1780, Napoli)
- La scaltra in amore (dramma giocoso, libretto di Pasquale Mililotti, 1780, Napoli)
- I matrimoni per sorpresa (intermezzo, 1781, Roma)
- Solimano (dramma per musica, libretto di Giovanni Ambrogio Migliavacca, 1782, Teatro Regio di Torino diretta da Gaetano Pugnani con Pietro Benedetti)
- La Nitteti (dramma per musica, libretto di Pietro Metastasio, 1783, Teatro San Carlo di Napoli con Domenico Bruni (cantante))
- Le convulsioni (farsa, libretto di Giuseppe Palomba, 1787, Napoli)
- Amore e Psiche (ballo eroico pantomimico per la Briseide di Ferdinando Robuschi, 1791, Napoli)
- Il trionfo di Scipione in Cartagine dramma per musica, libretto di C. Mazzini, 1795, Firenze)
- Emira e Zopiro (dramma tragico per musica, libretto di Francesco Ballani, 1795, Firenze)
- La presa di Granata (dramma per musica, libretto di Francesco Ballani, 1795, Livorno; anche come La conquista di Granata, 1796, Firenze)
- Giulio Cesare in Egitto (dramma per musica, libretto di Francesco Ballani, 1796, Roma)
- Le nozze a dispetto (commedia per musica, libretto di Giuseppe Palomba, 1797, Napoli)
- Zulema (Gonzalvo di Cordova) (dramma per musica, libretto di O. Balsamo, 1797, Teatro San Carlo di Napoli con Giuseppina Grassini e Giacomo David)
- I supposti deliri di donna Laura (burletta, 1798, Roma)
- La disfatta dei Macedoni (dramma per musica, 1798, Roma)
- Argea, ovvero Sicione liberata (dramma per musica, libretto di Gian Domenico Boggio, 1799, Firenze)
- Ifigenia in Aulide (dramma per musica, libretto di G. Moretti, 1799, Firenze)
- Il fanatico per l'astronomia (L'astronomo burlato) (dramma giocoso, 1799, Roma)
- Roma liberata (dramma per musica, libretto di Francesco Ballani, 1800, Roma)
- Chi la fa la paga (burletta, 1804, Roma)
- Amazilda (dramma per musica, 1808, Roma)

### Altri lavori
- 10 messe
- Domine Deus in do maggiore per soprano e orchestra
- 6 Credo
- 4 graduali
- 2 sequenze
- 27 offertori
- 4 lezioni
- 10 antifone
- 20 salmi
- 24 inni
- 5 litanie
- 4 Magnificat
- 5 canzoni devozionali:
  - Improperii per l'adorazione della croce in si bemolle maggiore per 2 tenori e basso
  - Tua crucem adoraumus in sol maggiore per 2 tenori, basso e organo
  - Madre il periglio estremo in si maggiore per soprano, contralto, 2 tenori, basso e organo
  - Per le piaghe in fa maggiore per 2 tenori, basso e organo
  - Su quel freddo e duro sasso in sol maggiore per 2 tenori, basso e organo
- Se dal ciel alma sì bella (cantata)
- Astro novello (cantata per 2 voci, 1801, Fermo; dubbia attribuziione)
- Lungi da te l'affanno (cantata, 1803, Fermo)
- La gioia pubblica (cantata, 1808, Fermo)
- 6 sonate per fortepiano